# Aleksandr Lesnoy
Aleksandr Lesnoy (né le 28 juillet 1988 à Moscou) est un athlète russe, spécialiste du lancer de poids.

## Biographie
Il a un record personnel de 20,60 m, réalisé à Sotchi le 23 mai 2013. Il termine troisième des Championnats d'Europe par équipes à Gateshead en juin 2013.
Il remporte la médaille d'or au lancer du poids lors de l'Universiade de 2013 à Kazan.
Le 9 juillet 2017, il est autorisé à concourir aux compétitions internationales en tant qu'athlète neutre autorisé, à la suite de la suspension en 2015 de la Russie par l'IAAF pour dopage d'État.

## Palmarès
| Date | Compétition                          | Lieu      | Résultat | Marque  |
| ---- | ------------------------------------ | --------- | -------- | ------- |
| 2013 | Championnats d'Europe par équipes    | Gateshead | 3e       | 20,27 m |
| 2013 | Universiade                          | Kazan     | 1er      | 20,30 m |
| 2014 | Championnats du monde en salle       | Sopot     | 8e       | 20,16 m |
| 2014 | Coupe d'Europe hivernale des lancers | Leiria    | 1er      | 21,23 m |
| 2014 | Championnats d'Europe par équipes    | Brunswick | 3e       | 20,24 m |
| 2018 | Coupe d'Europe hivernale des lancers | Leiria    | 1er      | 21,32 m |
| 2018 | Championnats d'Europe                | Berlin    | 5e       | 21,04 m |
| 2019 | Jeux mondiaux militaires             | Wuhan     | 8e       | 19,61 m |

## Records
| Épreuve         | Épreuve      | Performance | Lieu   | Date            |
| --------------- | ------------ | ----------- | ------ | --------------- |
| Lancer du poids | En plein air | 21,40 m     | Sotchi | 30 mai 2014     |
| Lancer du poids | En salle     | 20,51 m     | Moscou | 18 février 2014 |